# Fuffa
La fuffa è la tipica lanetta che si forma nei tessuti e che in genere si rimuove poiché anti-estetica. Proprio questa connotazione ha fatto sì che venisse usato lato sensu per indicare un eccesso inutile. Può indicare anche l'accumulo di peli che si verifica negli animali o l'accumulo di polvere in batuffoli.

## Origini del termine
L'origine del termine fuffa è da ricercarsi, secondo il dizionario De Mauro, nel sostantivo maschile fuffigno, di area toscana, che indica un «ingarbugliamento dei fili di una matassa o di un tessuto». Secondo il Grande dizionario della lingua italiana di Salvatore Battaglia, invece, la parola deriverebbe dalla voce onomatopeica (non attestata e, in realtà, fonosimbolica, più che onomatopeica) foff (cosa leggera), «presente nei dialetti d'Italia e in diverse lingue romanze occidentali».

## Uso corrente
Il dizionario Devoto-Oli riporta: fuffa ‹fùf·fa› s.f., region. 
1. Merce dozzinale, di scarsissimo o nessun valore; ciarpame, paccottiglia: l'arte contemporanea è tutta f.
2. fig. Chiacchiera senza alcun fondamento o significato, discorso risaputo, luogo comune: i blog sono pieni di fuffa ║ Apparenza ingannevole e priva di sostanza: la sua famosa competenza è tutta f.

ETIMO: Voce onomat. [Rectius: fonosimbolica] di origine lombarda

DATA: secolo XX.
Il termine è molto più usato nel nord Italia, soprattutto nel milanese, ma, grazie anche alla veicolazione del mezzo televisivo, della carta stampata e del web, in particolare nell'ambito dei blog, la sua diffusione si è espansa notevolmente anche nel resto della penisola. Si noti l'assonanza con il termine Inglese fluff (lanugine).
Le situazioni più comuni nel quale è usato, oltre quelle legate al significato proprio, si possono ricondurre essenzialmente a:
- Situazioni di accantonamento reiterato nel tempo. Per esempio, una cantina nella quale si accumula materiale per anni, che in seguito si riconosce come parzialmente o totalmente inutile.
- Situazioni dialettiche (logomachìa[2]). È il classico caso in cui un interlocutore bolla come inutili e in eccesso le dichiarazioni di un altro interlocutore, altrimenti configurabili come aria fritta.
- Situazioni lavorative: quando una persona non produce nulla, ma pretende di essere il centro di tutte le decisioni e si dà credito per cose a cui non ha personalmente contribuito.
- Situazioni universitarie. È gergalmente detto "esame fuffa" un esame universitario la cui preparazione richiede pochissimi giorni e/o la cui difficoltà è notevolmente bassa. È detta anche "laurea fuffa" o "fuffologia" un corso di laurea in cui ad una difficoltà notevolmente bassa del corso si accompagna un'alta risonanza sul piano dell'immagine.
- Situazioni scientifiche, divulgative o informative in generale: "questa affermazione è fuffa", quando una certa asserzione è giustificata con argomentazioni vaghe, inconsistenti, o comunque non valide razionalmente.
- Un ulteriore significato, sempre tipico del nord Italia, ed in particolare dell'alta Lombardia, è quello di cose o beni di scarsissimo valore e qualità, contrapposto a prodotti o beni di pregio. Tipiche le espressioni: "Quel negozio è pieno di fuffa!" per indicare una rivendita di cose di scarso pregio e qualità, oppure "Si veste con la fuffa" per indicare taluno che sia vestito con prodotti ictu oculi dozzinali, con patetiche pretese di eleganza, o anche "Quella camicia è fatta di fuffa" sempre nel significato di oggetto di scarsa qualità. Parimenti, detti prodotti privi di qualità possono sinteticamente definirsi come "marca fuffa" in contrapposizione a prodotti aventi un marchio rinomato, sintomo di maggior qualità e pregio.
- Termine slang che viene utilizzato per indicare una persona goffa, polla, sfortunata o che agisce in modo deciso e convinto ma poi sbaglia. Esempio: lancia la palla verso la porta vuota, ma fa un tiro a banana e la manda fuori. Gli amici esclamano: "Ma sei un fuffa!". Attenzione: va ricordato che il termine fuffa viene usato in modo simpatico, non offensivo.
- Alcuni studenti usano il termine Fuff'art per indicare movimenti come l'arte povera o concettuale, denunciando quei critici che creano movimenti solo a scopo di notorietà e per far soldi e non perché è davvero arte.

Nell'ascolano, il termine è usato nel significato di caso o fortuna cioè in caso fortuito.